# Tom Norman
Tom Norman (rodným jménem Thomas Noakes; 7. května 1860, Dallington – 24. srpna 1930, Croydon) byl anglický podnikatel a showman. Pracovat začal jako řezník v Sussexu a v sedmnácti letech se přestěhoval do Londýna. Poté, co zhlédnul vystoupení ženy známé jako Electric Lady, s ní začal spolupracovat, stal se jejím manažerem a započal svou kariéru v předvádění lidských zvláštností/rarit. Záhy se dostavil úspěch, jak pro jeho rétorické schopnosti, kterými dokázal přitáhnout obecenstvo, tak pro lidi, jež vystavoval.
V roce 1884 převzal po manažerské stránce předvádění Josepha Merricka, jinak známého jako „Sloní muž“, a po několik týdnů jej vystavoval, než úřady a policie jeho show zakázaly. Merrick se následně, po krátkém a neúspěšném turné v Evropě, uchýlil do Londýnské nemocnice, kde byl v péči doktora Fredericka Trevese. Ten ve svých pamětech z roku 1923 Normana vykreslil jako krutého opilce, který Merricka bezostyšně vykořisťoval. Norman to však popřel a oznámil, že pouze Merrickovi (podobně jako ostatním osobám ze svého panoptika) poskytoval možnost vydělat si na živobytí. Jako showman nadále pokračoval ve své úspěšné kariéře a později se stal dražitelem vystoupení a cirkusů. Měl deset dětí, z nichž pět pokračovalo v jeho šlépějích.